# Murielle Leyssieux
Murielle Leyssieux, née le 21 juillet 1966 à Grenoble, est une patineuse de vitesse sur piste courte française.
Aux Jeux olympiques de 1992 à Albertville, elle termine cinquième en relais sur 3 000 mètres.
Elle est sacrée championne de France de patinage de vitesse sur piste courte en 1989 et 1990.